# Per non crescere XL Edition
Per non crescere XL Edition è una raccolta dei Moravagine. L'album contiene l'intero cd Per non crescere (tracce dalla 4 alla 17), sei canzoni tratte dallo split coi Peter Punk Peter Punk Vs Moravagine (tracce dalla 18 alla 23) e tre canzoni inedite (tracce dalla 1 alla 3). L'album è stato pubblicato per la Lucente Records/Venus nel 2003.

## Tracce
1. My Yesael - 4:11
2. In Ogni Singola Occasione - 2:55
3. Troppo Fragile per Essere Eroe - 3:12
4. Silvia Saint - 1:18
5. Occasioni Perse - 2:30
6. Liberi di Sognare - 1:43
7. Ricordi Pignorati - 3:20
8. Supercapra - 2:42
9. Sfigati al Ballo - 3:05
10. Stai con Me - 3:31
11. Il Saggio Disse - 2:17
12. Vizi - 1:31
13. Piccolo Mike - 3:29
14. Padre Polacco - 2:47
15. Spera e Rispera - 1:33
16. Indietro - 1:39
17. Sborate - 1:11
18. Callin' Back - 1:58
19. Terror Natale:Antonio - 2:01
20. Solamente un Attimo - 2:48
21. Che Colpa Abbiamo Noi - 1:30
22. Senza Te - 2:40
23. Ma Che Fortuna - 1:57